# Fujiwara no Tadamichi
Fujiwara no Tadamichi (藤原忠通, 1097-1164) est le fils aîné du kampaku (régent) Fujiwara no Tadazane. Il est l’un des membres du puissant clan Fujiwara.
Pendant la rébellion de Hōgen, Fuijwara no Tadamichi se range aux côtés de l’empereur Go-Shirakawa contre son frère.
Poète 76 du Hyakunin Isshu.